# New York Knicks 1984-1985
La stagione 1984-85 dei New York Knicks fu la 36ª nella NBA per la franchigia.
I New York Knicks arrivarono quinti nella Atlantic Division della Eastern Conference con un record di 24-58, non qualificandosi per i play-off.

## Roster
| N° | Naz.                   | Ruolo | Sportivo          | Anno | Alt. | Peso |
| -- | ---------------------- | ----- | ----------------- | ---- | ---- | ---- |
| 1  | Stati Uniti (bandiera) | AC    | Ken Bannister     | 1960 | 206  | 107  |
| 2  | Stati Uniti (bandiera) | G     | Rory Sparrow      | 1958 | 188  | 79   |
| 4  | Stati Uniti (bandiera) | G     | Darrell Walker    | 1961 | 193  | 82   |
| 6  | Stati Uniti (bandiera) | G     | Trent Tucker      | 1959 | 196  | 88   |
| 7  | Stati Uniti (bandiera) | G     | Butch Carter      | 1958 | 196  | 82   |
| 8  | Stati Uniti (bandiera) | C     | Ron Cavenall      | 1959 | 216  | 104  |
| 18 | Stati Uniti (bandiera) | GA    | Ernie Grunfeld    | 1955 | 198  | 95   |
| 20 | Stati Uniti (bandiera) | AC    | James Bailey      | 1957 | 206  | 100  |
| 21 | Stati Uniti (bandiera) | AC    | Truck Robinson    | 1951 | 201  | 102  |
| 21 | Stati Uniti (bandiera) | AC    | Eddie Lee Wilkins | 1962 | 208  | 100  |
| 30 | Stati Uniti (bandiera) | A     | Bernard King      | 1956 | 201  | 93   |
| 42 | Stati Uniti (bandiera) | AC    | Pat Cummings      | 1956 | 206  | 104  |
| 55 | Stati Uniti (bandiera) | A     | Louis Orr         | 1958 | 203  | 79   |

## Staff tecnico
- Allenatore: Hubie Brown
- Vice-allenatori: Richie Adubato, Rick Pitino